# Strade Bianche 2019
La Strade Bianche 2019, tretzena edició de la Strade Bianche, es disputà el dissabte 9 de març de 2019. La cursa, amb inici i final a Siena, seguint carreteres, però també les anomenades strade bianche, pistes forestals, formà part de l'UCI World Tour, amb una categoria 1.UWT.
El vencedor final fou el francès Julian Alaphilippe (Deceuninck-Quick Step), que s'imposà a l'esprint a Jakob Fuglsang (Team Astana). Wout Van Aert (Team Jumbo-Visma) completà el podi.

## Recorregut
Sectors de strade bianche
| Sector Núm. | Nom                   | Quilòmetres                     | Llargada (m)  | Categoria |
| ----------- | --------------------- | ------------------------------- | ------------- | --------- |
| 1           | Vidritta              | entre el km 17,6 i el km 19,7   | 2.100 metres  | 01        |
| 2           | Bagnaia               | entre el km 25,0 i el km 30,8   | 5.800 metres  |           |
| 3           | Radi                  | entre el km 36,9 i el km 41,3   | 4.400 metres  |           |
| 4           | La Piana              | entre el km 47,6 i el km 53,1   | 5.500 metres  | 01        |
| 5           | Lucignano d'Asso      | entre el km 75,8 i el km 87,7   | 11.900 metres | 03        |
| 6           | Pieve a Salti         | entre el km 88,7 i el km 96,7   | 8.000 metres  | ?         |
| 7           | San Martino in Grania | entre el km 111,3 i el km 120,8 | 9.500 metres  | ?         |
| 8           | Monte Sante Marie     | entre el km 130 i el km 141,5   | 11.500 metres | 05        |
| 9           | Monteaperti           | entre el km 160 i el km 160,8   | 800 metres    | 01        |
| 10          | Colle Pinzuto         | entre el km 164,6 i el km 167   | 2.400 metres  | 04        |
| 11          | Le Tolfe              | entre el km 171 i elkm 172,1    | 1.100 metres  | 03        |

## Equips participants
| WorldTeams (18)- AG2R La Mondiale - Astana - Bahrain-Merida - Bora-hansgrohe - CCC Team - Deceuninck-Quick Step - Dimension Data - EF Education First - Groupama-FDJ - Team Jumbo-Visma - Katusha-Alpecin - Lotto Soudal - Mitchelton-Scott - Movistar Team - Sky - Team Sunweb - Trek-Segafredo - UAE Team Emirates Equips continentals professionals (3)- Neri Sottoli-Selle Italia-KTM - Nippo Vini Fantini Faizanè - Vital Concept-B&B Hotels |
| |

## Classificació final
| \| Classificació general \| Classificació general \| Classificació general \| Classificació general \| Classificació general \| \| Corredor \| Corredor \| Equip \| Temps \| \| \| --------------------- \| ----------------------- \| -------------------------- \| --------------------- \| --------------------- \| \| 1r \| Julian Alaphilippe \| Deceuninck-Quick Step \| 4h 47' 14" \| \| \| 2n \| Jakob Fuglsang \| Astana \| + 2" \| \| \| 3r \| Wout van Aert \| Team Jumbo-Visma \| + 27" \| \| \| 4t \| Zdeněk Štybar \| Deceuninck-Quick Step \| + 1' 00" \| \| \| 5è \| Tiesj Benoot \| Lotto-Soudal \| + 1' 00" \| \| \| 6è \| Greg Van Avermaet \| CCC Team \| + 1' 01" \| \| \| 7è \| Aleksei Lutsenko \| Astana \| + 1' 04" \| \| \| 8è \| Simon Clarke \| EF Education First \| + 1' 08" \| \| \| 9è \| Toms Skujiņš \| Trek-Segafredo \| + 1' 12" \| \| \| 10è \| Tim Wellens \| Lotto-Soudal \| + 1' 21" \| \| \| 11è \| Yves Lampaert \| Deceuninck-Quick Step \| + 1' 28" \| \| \| 12è \| Geraint Thomas \| Team Sky \| + 2' 41" \| \| \| 13è \| Pieter Serry \| Deceuninck-Quick Step \| + 2' 41" \| \| \| 14è \| Silvan Dillier \| AG2R La Mondiale \| + 2' 42" \| \| \| 15è \| Stefan Küng \| Groupama-FDJ \| + 2' 44" \| \| \| 16è \| Marco Canola \| Nippo-Vini Fantini-Faizanè \| + 2' 44" \| \| \| 17è \| Sam Oomen \| Team Sunweb \| + 2' 44" \| \| \| 18è \| Luke Durbridge \| Mitchelton-Scott \| + 2' 47" \| \| \| 19è \| Christopher Juul-Jensen \| Mitchelton-Scott \| + 2' 48" \| \| \| 20è \| Roman Kreuziger \| Dimension Data \| + 2' 48" \| \| |                         |                            |            |
| |                         |                            |            |
| Font: ProCyclingStats |                         |                            |            |
| Classificació general |                         |                            |            |
| Corredor | Corredor                | Equip                      | Temps      |
| 1r | Julian Alaphilippe      | Deceuninck-Quick Step      | 4h 47' 14" |
| 2n | Jakob Fuglsang          | Astana                     | + 2"       |
| 3r | Wout van Aert           | Team Jumbo-Visma           | + 27"      |
| 4t | Zdeněk Štybar           | Deceuninck-Quick Step      | + 1' 00"   |
| 5è | Tiesj Benoot            | Lotto-Soudal               | + 1' 00"   |
| 6è | Greg Van Avermaet       | CCC Team                   | + 1' 01"   |
| 7è | Aleksei Lutsenko        | Astana                     | + 1' 04"   |
| 8è | Simon Clarke            | EF Education First         | + 1' 08"   |
| 9è | Toms Skujiņš            | Trek-Segafredo             | + 1' 12"   |
| 10è | Tim Wellens             | Lotto-Soudal               | + 1' 21"   |
| 11è | Yves Lampaert           | Deceuninck-Quick Step      | + 1' 28"   |
| 12è | Geraint Thomas          | Team Sky                   | + 2' 41"   |
| 13è | Pieter Serry            | Deceuninck-Quick Step      | + 2' 41"   |
| 14è | Silvan Dillier          | AG2R La Mondiale           | + 2' 42"   |
| 15è | Stefan Küng             | Groupama-FDJ               | + 2' 44"   |
| 16è | Marco Canola            | Nippo-Vini Fantini-Faizanè | + 2' 44"   |
| 17è | Sam Oomen               | Team Sunweb                | + 2' 44"   |
| 18è | Luke Durbridge          | Mitchelton-Scott           | + 2' 47"   |
| 19è | Christopher Juul-Jensen | Mitchelton-Scott           | + 2' 48"   |
| 20è | Roman Kreuziger         | Dimension Data             | + 2' 48"   |

## Llista de participants
| Lotto-Soudal LTS | Lotto-Soudal LTS         | Lotto-Soudal LTS |
| ---------------- | ------------------------ | ---------------- |
| Núm              | Ciclista                 | Pos              |
| 1                | Tiesj Benoot (BEL)       | 5è               |
| 2                | Carl Fredrik Hagen (NOR) | DNF              |
| 3                | Jens Keukeleire (BEL)    | 50è              |
| 4                | Tomasz Marczyński (POL)  | 70è              |
| 5                | Lawrence Naesen (BEL)    | FC               |
| 6                | Tosh Van der Sande (BEL) | DNF              |
| 7                | Tim Wellens (BEL)        | 10è              |

| AG2R La Mondiale ALM | AG2R La Mondiale ALM   | AG2R La Mondiale ALM |
| -------------------- | ---------------------- | -------------------- |
| Núm                  | Ciclista               | Pos                  |
| 11                   | Ben Gastauer (LUX)     | 66è                  |
| 12                   | François Bidard (FRA)  | 59è                  |
| 13                   | Nico Denz (GER)        | 77è                  |
| 14                   | Silvan Dillier (SUI)   | 14è                  |
| 15                   | Alexandre Geniez (FRA) | DNF                  |
| 16                   | Quentin Jauregui (FRA) | 35è                  |
| 17                   | Nans Peters (FRA)      | DNF                  |

| Astana AST | Astana AST                    | Astana AST |
| ---------- | ----------------------------- | ---------- |
| Núm        | Ciclista                      | Pos        |
| 21         | Jakob Fuglsang (DEN)          | 2n         |
| 22         | Davide Ballerini (ITA)        | 23è        |
| 23         | Jandos Bijiguitov (KAZ)       | FC         |
| 24         | Manuele Boaro (ITA)           | DNF        |
| 25         | Dario Cataldo (ITA)           | 51è        |
| 26         | Dmitri Grúzdev (KAZ)          | FC         |
| 27         | Aleksei Lutsenko (KAZ) (ruta) | 7è         |

| Bahrain-Merida TBM | Bahrain-Merida TBM        | Bahrain-Merida TBM |
| ------------------ | ------------------------- | ------------------ |
| Núm                | Ciclista                  | Pos                |
| 31                 | Vincenzo Nibali (ITA)     | 31è                |
| 32                 | Grega Bole (SLO)          | FC                 |
| 33                 | Andrea Garosio (ITA)      | 82è                |
| 34                 | Antonio Nibali (ITA)      | DNF                |
| 35                 | Hermann Pernsteiner (AUT) | 40è                |
| 36                 | Luka Pibernik (SLO)       | 39è                |
| 37                 | Jan Tratnik (SLO)         | 37è                |

| Bora-Hansgrohe BOH | Bora-Hansgrohe BOH          | Bora-Hansgrohe BOH |
| ------------------ | --------------------------- | ------------------ |
| Núm                | Ciclista                    | Pos                |
| 41                 | Rafał Majka (POL)           | 43è                |
| 42                 | Cesare Benedetti (ITA)      | 55è                |
| 43                 | Maciej Bodnar (POL)         | DNF                |
| 44                 | Oscar Gatto (ITA)           | 74è                |
| 45                 | Gregor Mühlberger (AUT)     | DNF                |
| 46                 | Daniel Oss (ITA)            | DNF                |
| 47                 | Maximilian Schachmann (GER) | 29è                |

| CCC Team CPT | CCC Team CPT                   | CCC Team CPT |
| ------------ | ------------------------------ | ------------ |
| Núm          | Ciclista                       | Pos          |
| 51           | Greg Van Avermaet (BEL)        | 6è           |
| 52           | Josef Černý (CZE)              | DNF          |
| 53           | Michael Schär (SUI)            | 34è          |
| 54           | Nathan Van Hooydonck (BEL)     | 33è          |
| 55           | Gijs Van Hoecke (BEL)          | 69è          |
| 56           | Guillaume Van Keirsbulck (BEL) | 63è          |
| 57           | Łukasz Wiśniowski (POL)        | 53è          |

| Deceuninck-Quick Step DQT | Deceuninck-Quick Step DQT  | Deceuninck-Quick Step DQT |
| ------------------------- | -------------------------- | ------------------------- |
| Núm                       | Ciclista                   | Pos                       |
| 61                        | Zdeněk Štybar (CZE)        | 4t                        |
| 62                        | Julian Alaphilippe (FRA)   | 1r                        |
| 63                        | Eros Capecchi (ITA)        | FC                        |
| 64                        | Dries Devenyns (BEL)       | 46è                       |
| 65                        | Yves Lampaert (BEL) (ruta) | 11è                       |
| 66                        | Pieter Serry (BEL)         | 13è                       |
| 67                        | Petr Vakoč (CZE)           | 60è                       |

| EF Education First EF1 | EF Education First EF1        | EF Education First EF1 |
| ---------------------- | ----------------------------- | ---------------------- |
| Núm                    | Ciclista                      | Pos                    |
| 71                     | Alberto Bettiol (ITA)         | 78è                    |
| 72                     | Jonathan Caicedo Cepeda (ECU) | 61è                    |
| 73                     | Simon Clarke (AUS)            | 8è                     |
| 74                     | Logan Owen (USA)              | FC                     |
| 75                     | Tanel Kangert (EST)           | 72è                    |
| 76                     | Sean Bennett (USA)            | DNF                    |
| 77                     | Lachlan Morton (AUS)          | FC                     |

| Groupama-FDJ GFC | Groupama-FDJ GFC              | Groupama-FDJ GFC |
| ---------------- | ----------------------------- | ---------------- |
| Núm              | Ciclista                      | Pos              |
| 81               | Stefan Küng (SUI)             | 15è              |
| 82               | Bruno Armirail (FRA)          | DNF              |
| 83               | Antoine Duchesne (CAN) (ruta) | 57è              |
| 84               | Tobias Ludvigsson (SWE)       | DNF              |
| 85               | Mathieu Ladagnous (FRA)       | DNF              |
| 86               | Romain Seigle (FRA)           | 27è              |
| 87               | Léo Vincent (FRA)             | DNF              |

| Mitchelton-Scott MTS | Mitchelton-Scott MTS          | Mitchelton-Scott MTS |
| -------------------- | ----------------------------- | -------------------- |
| Núm                  | Ciclista                      | Pos                  |
| 91                   | Edoardo Affini (ITA)          | FC                   |
| 92                   | Brent Bookwalter (USA)        | 21è                  |
| 93                   | Luke Durbridge (AUS)          | 18è                  |
| 94                   | Christopher Juul-Jensen (DEN) | 19è                  |
| 95                   | Nick Schultz (AUS)            | 81è                  |
| 96                   | Callum Scotson (AUS)          | DNF                  |
| 97                   | Robert Stannard (AUS)         | 49è                  |

| Movistar Team MOV | Movistar Team MOV                | Movistar Team MOV |
| ----------------- | -------------------------------- | ----------------- |
| Núm               | Ciclista                         | Pos               |
| 101               | Carlos Barbero Cuesta (ESP)      | DNF               |
| 102               | Nélson Oliveira (POR)            | 25è               |
| 103               | Carlos Betancur Gómez (COL)      | 83è               |
| 104               | Eduardo Sepúlveda (ARG)          | 56è               |
| 105               | Eduard Prades i Reverter (ESP)   | 64è               |
| 106               | José Joaquín Rojas Gil (ESP)     | DNF               |
| 107               | Richard Carapaz Montenegro (ECU) | 62è               |

| Neri Sottoli-Selle Italia-KTM NSK | Neri Sottoli-Selle Italia-KTM NSK | Neri Sottoli-Selle Italia-KTM NSK |
| --------------------------------- | --------------------------------- | --------------------------------- |
| Núm                               | Ciclista                          | Pos                               |
| 111                               | Giovanni Visconti (ITA)           | DNF                               |
| 112                               | Liam Bertazzo (ITA)               | DNF                               |
| 113                               | Luca Raggio (ITA)                 | FC                                |
| 114                               | Luca Pacioni (ITA)                | DNF                               |
| 115                               | Sebastian Schönberger (AUT)       | 38è                               |
| 116                               | Simone Velasco (ITA)              | 41è                               |
| 117                               | Giuseppe Fonzi (ITA)              | DNF                               |

| Nippo-Vini Fantini-Faizanè NIP | Nippo-Vini Fantini-Faizanè NIP   | Nippo-Vini Fantini-Faizanè NIP |
| ------------------------------ | -------------------------------- | ------------------------------ |
| Núm                            | Ciclista                         | Pos                            |
| 121                            | Moreno Moser (ITA)               | DNF                            |
| 122                            | Nicola Bagioli (ITA)             | DNF                            |
| 123                            | Marco Canola (ITA)               | 16è                            |
| 124                            | Damiano Cima (ITA)               | 80è                            |
| 125                            | Sho Hatsuyama (JPN)              | DNF                            |
| 126                            | Juan José Lobato del Valle (ESP) | DNF                            |
| 127                            | Giovanni Lonardi (ITA)           | FC                             |

| Dimension Data TDD | Dimension Data TDD                | Dimension Data TDD |
| ------------------ | --------------------------------- | ------------------ |
| Núm                | Ciclista                          | Pos                |
| 131                | Roman Kreuziger (CZE)             | 20è                |
| 132                | Reinardt Janse van Rensburg (RSA) | 68è                |
| 133                | Benjamin King (USA)               | 36è                |
| 134                | Gino Mäder (SUI)                  | DNF                |
| 135                | Rasmus Tiller (NOR)               | 75è                |
| 136                | Michael Valgren Andersen (DEN)    | 45è                |
| 137                | Jacobus Venter (RSA)              | FC                 |

| Team Jumbo-Visma TJV | Team Jumbo-Visma TJV     | Team Jumbo-Visma TJV |
| -------------------- | ------------------------ | -------------------- |
| Núm                  | Ciclista                 | Pos                  |
| 141                  | Wout van Aert (BEL)      | 3r                   |
| 142                  | Floris De Tier (BEL)     | 42è                  |
| 143                  | Neilson Powless (USA)    | DNF                  |
| 144                  | Lennard Hofstede (NED)   | FC                   |
| 145                  | Antwan Tolhoek (NED)     | DNF                  |
| 146                  | Taco van der Hoorn (NED) | 67è                  |
| 147                  | Danny van Poppel (NED)   | DNF                  |

| Katusha-Alpecin TKA | Katusha-Alpecin TKA        | Katusha-Alpecin TKA |
| ------------------- | -------------------------- | ------------------- |
| Núm                 | Ciclista                   | Pos                 |
| 151                 | Enrico Battaglin (ITA)     | 47è                 |
| 152                 | Steff Cras (BEL)           | DNF                 |
| 153                 | Ian Boswell (USA)          | DNF                 |
| 154                 | Ruben Guerreiro (POR)      | 22è                 |
| 155                 | Nathan Haas (AUS)          | 79è                 |
| 156                 | Viatxeslav Kuznetsov (RUS) | 26è                 |
| 157                 | Dmitri Strakhov (RUS)      | 71è                 |

| Team Sky SKY | Team Sky SKY           | Team Sky SKY |
| ------------ | ---------------------- | ------------ |
| Núm          | Ciclista               | Pos          |
| 161          | Geraint Thomas (GBR)   | 12è          |
| 162          | Leonardo Basso (ITA)   | DNF          |
| 163          | Owain Doull (GBR)      | 65è          |
| 164          | Michał Gołaś (POL)     | 54è          |
| 165          | Gianni Moscon (ITA)    | 58è          |
| 166          | Salvatore Puccio (ITA) | 28è          |
| 167          | Diego Rosa (ITA)       | 24è          |

| Vital Concept-B&B Hotels VCB | Vital Concept-B&B Hotels VCB | Vital Concept-B&B Hotels VCB |
| ---------------------------- | ---------------------------- | ---------------------------- |
| Núm                          | Ciclista                     | Pos                          |
| 171                          | Yoann Bagot (FRA)            | DNF                          |
| 172                          | Maxime Cam (FRA)             | DNF                          |
| 173                          | Bert De Backer (BEL)         | DNF                          |
| 174                          | Corentin Ermenault (FRA)     | DNF                          |
| 175                          | Steven Lammertink (NED)      | DNF                          |
| 176                          | Justin Mottier (FRA)         | DNF                          |
| 177                          | Jimmy Turgis (FRA)           | 52è                          |

| Team Sunweb SUN | Team Sunweb SUN              | Team Sunweb SUN |
| --------------- | ---------------------------- | --------------- |
| Núm             | Ciclista                     | Pos             |
| 181             | Nicolas Roche (IRL)          | FC              |
| 182             | Chris Hamilton (AUS)         | FC              |
| 183             | Marc Hirschi (SUI)           | 73è             |
| 184             | Asbjørn Kragh Andersen (DEN) | DNF             |
| 185             | Jai Hindley (AUS)            | 48è             |
| 186             | Sam Oomen (NED)              | 17è             |
| 187             | Robert Power (AUS)           | 32è             |

| Trek-Segafredo TFS | Trek-Segafredo TFS           | Trek-Segafredo TFS |
| ------------------ | ---------------------------- | ------------------ |
| Núm                | Ciclista                     | Pos                |
| 191                | Bauke Mollema (NED)          | 76è                |
| 192                | Nicola Conci (ITA)           | FC                 |
| 193                | Fabio Felline (ITA)          | DNF                |
| 194                | Matteo Moschetti (ITA)       | DNF                |
| 195                | Markel Irizar Aranburu (ESP) | FC                 |
| 196                | Fumiyuki Beppu (JPN)         | FC                 |
| 197                | Toms Skujiņš (LAT)           | 9è                 |

| UAE Team Emirates UAD | UAE Team Emirates UAD             | UAE Team Emirates UAD |
| --------------------- | --------------------------------- | --------------------- |
| Núm                   | Ciclista                          | Pos                   |
| 201                   | Fernando Gaviria Rendón (COL)     | DNF                   |
| 202                   | Rui Alberto Faria da Costa (POR)  | DNF                   |
| 203                   | Roberto Ferrari (ITA)             | DNF                   |
| 204                   | Vegard Stake Laengen (NOR) (ruta) | FC                    |
| 205                   | Simone Petilli (ITA)              | 44è                   |
| 206                   | Jasper Philipsen (BEL)            | DNF                   |
| 207                   | Tadej Pogačar (SLO)               | 30è                   |

| Lotto-Soudal LTS | Lotto-Soudal LTS         | Lotto-Soudal LTS |
| ---------------- | ------------------------ | ---------------- |
| Núm              | Ciclista                 | Pos              |
| 1                | Tiesj Benoot (BEL)       | 5è               |
| 2                | Carl Fredrik Hagen (NOR) | DNF              |
| 3                | Jens Keukeleire (BEL)    | 50è              |
| 4                | Tomasz Marczyński (POL)  | 70è              |
| 5                | Lawrence Naesen (BEL)    | FC               |
| 6                | Tosh Van der Sande (BEL) | DNF              |
| 7                | Tim Wellens (BEL)        | 10è              |

| AG2R La Mondiale ALM | AG2R La Mondiale ALM   | AG2R La Mondiale ALM |
| -------------------- | ---------------------- | -------------------- |
| Núm                  | Ciclista               | Pos                  |
| 11                   | Ben Gastauer (LUX)     | 66è                  |
| 12                   | François Bidard (FRA)  | 59è                  |
| 13                   | Nico Denz (GER)        | 77è                  |
| 14                   | Silvan Dillier (SUI)   | 14è                  |
| 15                   | Alexandre Geniez (FRA) | DNF                  |
| 16                   | Quentin Jauregui (FRA) | 35è                  |
| 17                   | Nans Peters (FRA)      | DNF                  |

| Astana AST | Astana AST                    | Astana AST |
| ---------- | ----------------------------- | ---------- |
| Núm        | Ciclista                      | Pos        |
| 21         | Jakob Fuglsang (DEN)          | 2n         |
| 22         | Davide Ballerini (ITA)        | 23è        |
| 23         | Jandos Bijiguitov (KAZ)       | FC         |
| 24         | Manuele Boaro (ITA)           | DNF        |
| 25         | Dario Cataldo (ITA)           | 51è        |
| 26         | Dmitri Grúzdev (KAZ)          | FC         |
| 27         | Aleksei Lutsenko (KAZ) (ruta) | 7è         |

| Bahrain-Merida TBM | Bahrain-Merida TBM        | Bahrain-Merida TBM |
| ------------------ | ------------------------- | ------------------ |
| Núm                | Ciclista                  | Pos                |
| 31                 | Vincenzo Nibali (ITA)     | 31è                |
| 32                 | Grega Bole (SLO)          | FC                 |
| 33                 | Andrea Garosio (ITA)      | 82è                |
| 34                 | Antonio Nibali (ITA)      | DNF                |
| 35                 | Hermann Pernsteiner (AUT) | 40è                |
| 36                 | Luka Pibernik (SLO)       | 39è                |
| 37                 | Jan Tratnik (SLO)         | 37è                |

| Bora-Hansgrohe BOH | Bora-Hansgrohe BOH          | Bora-Hansgrohe BOH |
| ------------------ | --------------------------- | ------------------ |
| Núm                | Ciclista                    | Pos                |
| 41                 | Rafał Majka (POL)           | 43è                |
| 42                 | Cesare Benedetti (ITA)      | 55è                |
| 43                 | Maciej Bodnar (POL)         | DNF                |
| 44                 | Oscar Gatto (ITA)           | 74è                |
| 45                 | Gregor Mühlberger (AUT)     | DNF                |
| 46                 | Daniel Oss (ITA)            | DNF                |
| 47                 | Maximilian Schachmann (GER) | 29è                |

| CCC Team CPT | CCC Team CPT                   | CCC Team CPT |
| ------------ | ------------------------------ | ------------ |
| Núm          | Ciclista                       | Pos          |
| 51           | Greg Van Avermaet (BEL)        | 6è           |
| 52           | Josef Černý (CZE)              | DNF          |
| 53           | Michael Schär (SUI)            | 34è          |
| 54           | Nathan Van Hooydonck (BEL)     | 33è          |
| 55           | Gijs Van Hoecke (BEL)          | 69è          |
| 56           | Guillaume Van Keirsbulck (BEL) | 63è          |
| 57           | Łukasz Wiśniowski (POL)        | 53è          |

| Deceuninck-Quick Step DQT | Deceuninck-Quick Step DQT  | Deceuninck-Quick Step DQT |
| ------------------------- | -------------------------- | ------------------------- |
| Núm                       | Ciclista                   | Pos                       |
| 61                        | Zdeněk Štybar (CZE)        | 4t                        |
| 62                        | Julian Alaphilippe (FRA)   | 1r                        |
| 63                        | Eros Capecchi (ITA)        | FC                        |
| 64                        | Dries Devenyns (BEL)       | 46è                       |
| 65                        | Yves Lampaert (BEL) (ruta) | 11è                       |
| 66                        | Pieter Serry (BEL)         | 13è                       |
| 67                        | Petr Vakoč (CZE)           | 60è                       |

| EF Education First EF1 | EF Education First EF1        | EF Education First EF1 |
| ---------------------- | ----------------------------- | ---------------------- |
| Núm                    | Ciclista                      | Pos                    |
| 71                     | Alberto Bettiol (ITA)         | 78è                    |
| 72                     | Jonathan Caicedo Cepeda (ECU) | 61è                    |
| 73                     | Simon Clarke (AUS)            | 8è                     |
| 74                     | Logan Owen (USA)              | FC                     |
| 75                     | Tanel Kangert (EST)           | 72è                    |
| 76                     | Sean Bennett (USA)            | DNF                    |
| 77                     | Lachlan Morton (AUS)          | FC                     |

| Groupama-FDJ GFC | Groupama-FDJ GFC              | Groupama-FDJ GFC |
| ---------------- | ----------------------------- | ---------------- |
| Núm              | Ciclista                      | Pos              |
| 81               | Stefan Küng (SUI)             | 15è              |
| 82               | Bruno Armirail (FRA)          | DNF              |
| 83               | Antoine Duchesne (CAN) (ruta) | 57è              |
| 84               | Tobias Ludvigsson (SWE)       | DNF              |
| 85               | Mathieu Ladagnous (FRA)       | DNF              |
| 86               | Romain Seigle (FRA)           | 27è              |
| 87               | Léo Vincent (FRA)             | DNF              |

| Mitchelton-Scott MTS | Mitchelton-Scott MTS          | Mitchelton-Scott MTS |
| -------------------- | ----------------------------- | -------------------- |
| Núm                  | Ciclista                      | Pos                  |
| 91                   | Edoardo Affini (ITA)          | FC                   |
| 92                   | Brent Bookwalter (USA)        | 21è                  |
| 93                   | Luke Durbridge (AUS)          | 18è                  |
| 94                   | Christopher Juul-Jensen (DEN) | 19è                  |
| 95                   | Nick Schultz (AUS)            | 81è                  |
| 96                   | Callum Scotson (AUS)          | DNF                  |
| 97                   | Robert Stannard (AUS)         | 49è                  |

| Movistar Team MOV | Movistar Team MOV                | Movistar Team MOV |
| ----------------- | -------------------------------- | ----------------- |
| Núm               | Ciclista                         | Pos               |
| 101               | Carlos Barbero Cuesta (ESP)      | DNF               |
| 102               | Nélson Oliveira (POR)            | 25è               |
| 103               | Carlos Betancur Gómez (COL)      | 83è               |
| 104               | Eduardo Sepúlveda (ARG)          | 56è               |
| 105               | Eduard Prades i Reverter (ESP)   | 64è               |
| 106               | José Joaquín Rojas Gil (ESP)     | DNF               |
| 107               | Richard Carapaz Montenegro (ECU) | 62è               |

| Neri Sottoli-Selle Italia-KTM NSK | Neri Sottoli-Selle Italia-KTM NSK | Neri Sottoli-Selle Italia-KTM NSK |
| --------------------------------- | --------------------------------- | --------------------------------- |
| Núm                               | Ciclista                          | Pos                               |
| 111                               | Giovanni Visconti (ITA)           | DNF                               |
| 112                               | Liam Bertazzo (ITA)               | DNF                               |
| 113                               | Luca Raggio (ITA)                 | FC                                |
| 114                               | Luca Pacioni (ITA)                | DNF                               |
| 115                               | Sebastian Schönberger (AUT)       | 38è                               |
| 116                               | Simone Velasco (ITA)              | 41è                               |
| 117                               | Giuseppe Fonzi (ITA)              | DNF                               |

| Nippo-Vini Fantini-Faizanè NIP | Nippo-Vini Fantini-Faizanè NIP   | Nippo-Vini Fantini-Faizanè NIP |
| ------------------------------ | -------------------------------- | ------------------------------ |
| Núm                            | Ciclista                         | Pos                            |
| 121                            | Moreno Moser (ITA)               | DNF                            |
| 122                            | Nicola Bagioli (ITA)             | DNF                            |
| 123                            | Marco Canola (ITA)               | 16è                            |
| 124                            | Damiano Cima (ITA)               | 80è                            |
| 125                            | Sho Hatsuyama (JPN)              | DNF                            |
| 126                            | Juan José Lobato del Valle (ESP) | DNF                            |
| 127                            | Giovanni Lonardi (ITA)           | FC                             |

| Dimension Data TDD | Dimension Data TDD                | Dimension Data TDD |
| ------------------ | --------------------------------- | ------------------ |
| Núm                | Ciclista                          | Pos                |
| 131                | Roman Kreuziger (CZE)             | 20è                |
| 132                | Reinardt Janse van Rensburg (RSA) | 68è                |
| 133                | Benjamin King (USA)               | 36è                |
| 134                | Gino Mäder (SUI)                  | DNF                |
| 135                | Rasmus Tiller (NOR)               | 75è                |
| 136                | Michael Valgren Andersen (DEN)    | 45è                |
| 137                | Jacobus Venter (RSA)              | FC                 |

| Team Jumbo-Visma TJV | Team Jumbo-Visma TJV     | Team Jumbo-Visma TJV |
| -------------------- | ------------------------ | -------------------- |
| Núm                  | Ciclista                 | Pos                  |
| 141                  | Wout van Aert (BEL)      | 3r                   |
| 142                  | Floris De Tier (BEL)     | 42è                  |
| 143                  | Neilson Powless (USA)    | DNF                  |
| 144                  | Lennard Hofstede (NED)   | FC                   |
| 145                  | Antwan Tolhoek (NED)     | DNF                  |
| 146                  | Taco van der Hoorn (NED) | 67è                  |
| 147                  | Danny van Poppel (NED)   | DNF                  |

| Katusha-Alpecin TKA | Katusha-Alpecin TKA        | Katusha-Alpecin TKA |
| ------------------- | -------------------------- | ------------------- |
| Núm                 | Ciclista                   | Pos                 |
| 151                 | Enrico Battaglin (ITA)     | 47è                 |
| 152                 | Steff Cras (BEL)           | DNF                 |
| 153                 | Ian Boswell (USA)          | DNF                 |
| 154                 | Ruben Guerreiro (POR)      | 22è                 |
| 155                 | Nathan Haas (AUS)          | 79è                 |
| 156                 | Viatxeslav Kuznetsov (RUS) | 26è                 |
| 157                 | Dmitri Strakhov (RUS)      | 71è                 |

| Team Sky SKY | Team Sky SKY           | Team Sky SKY |
| ------------ | ---------------------- | ------------ |
| Núm          | Ciclista               | Pos          |
| 161          | Geraint Thomas (GBR)   | 12è          |
| 162          | Leonardo Basso (ITA)   | DNF          |
| 163          | Owain Doull (GBR)      | 65è          |
| 164          | Michał Gołaś (POL)     | 54è          |
| 165          | Gianni Moscon (ITA)    | 58è          |
| 166          | Salvatore Puccio (ITA) | 28è          |
| 167          | Diego Rosa (ITA)       | 24è          |

| Vital Concept-B&B Hotels VCB | Vital Concept-B&B Hotels VCB | Vital Concept-B&B Hotels VCB |
| ---------------------------- | ---------------------------- | ---------------------------- |
| Núm                          | Ciclista                     | Pos                          |
| 171                          | Yoann Bagot (FRA)            | DNF                          |
| 172                          | Maxime Cam (FRA)             | DNF                          |
| 173                          | Bert De Backer (BEL)         | DNF                          |
| 174                          | Corentin Ermenault (FRA)     | DNF                          |
| 175                          | Steven Lammertink (NED)      | DNF                          |
| 176                          | Justin Mottier (FRA)         | DNF                          |
| 177                          | Jimmy Turgis (FRA)           | 52è                          |

| Team Sunweb SUN | Team Sunweb SUN              | Team Sunweb SUN |
| --------------- | ---------------------------- | --------------- |
| Núm             | Ciclista                     | Pos             |
| 181             | Nicolas Roche (IRL)          | FC              |
| 182             | Chris Hamilton (AUS)         | FC              |
| 183             | Marc Hirschi (SUI)           | 73è             |
| 184             | Asbjørn Kragh Andersen (DEN) | DNF             |
| 185             | Jai Hindley (AUS)            | 48è             |
| 186             | Sam Oomen (NED)              | 17è             |
| 187             | Robert Power (AUS)           | 32è             |

| Trek-Segafredo TFS | Trek-Segafredo TFS           | Trek-Segafredo TFS |
| ------------------ | ---------------------------- | ------------------ |
| Núm                | Ciclista                     | Pos                |
| 191                | Bauke Mollema (NED)          | 76è                |
| 192                | Nicola Conci (ITA)           | FC                 |
| 193                | Fabio Felline (ITA)          | DNF                |
| 194                | Matteo Moschetti (ITA)       | DNF                |
| 195                | Markel Irizar Aranburu (ESP) | FC                 |
| 196                | Fumiyuki Beppu (JPN)         | FC                 |
| 197                | Toms Skujiņš (LAT)           | 9è                 |

| UAE Team Emirates UAD | UAE Team Emirates UAD             | UAE Team Emirates UAD |
| --------------------- | --------------------------------- | --------------------- |
| Núm                   | Ciclista                          | Pos                   |
| 201                   | Fernando Gaviria Rendón (COL)     | DNF                   |
| 202                   | Rui Alberto Faria da Costa (POR)  | DNF                   |
| 203                   | Roberto Ferrari (ITA)             | DNF                   |
| 204                   | Vegard Stake Laengen (NOR) (ruta) | FC                    |
| 205                   | Simone Petilli (ITA)              | 44è                   |
| 206                   | Jasper Philipsen (BEL)            | DNF                   |
| 207                   | Tadej Pogačar (SLO)               | 30è                   |